# Cautires krombeini
Cautires krombeini is een keversoort uit de familie netschildkevers (Lycidae). De wetenschappelijke naam van de soort werd in 1989 gepubliceerd door Ladislav Bocák & Bocáková.